# Krum
Krum, in bulgaro Крум?, anticamente italianizzato in Krumo (VIII secolo – 13 aprile 814), è stato sovrano dei Bulgari dall'803 fino alla sua morte, subentrando allo kniaz Kardam.
Capostipite di una nuova dinastia, esistono diverse ipotesi sulla sua origine, ma si tende a ritenere che i suoi antenati fossero dei Protobulgari della Pannonia. 
Le descrizioni degli storici bizantini lo ritraggono come un monarca colpevole di indicibili crudeltà e barbarie. Tuttavia, la storiografia moderna lo ha rivalutato, ritenendolo un politico e un generale saggio e uno dei più grandi monarchi bulgari medievali. Durante il regno di Krum, la Bulgaria consolidò la sua posizione nei Balcani e in Europa, grazie alle sue numerose vittorie sui vari campi di battaglia. Il territorio dei Bulgari si espanse notevolmente in termini di dimensioni, allargandosi dal medio Danubio fino al Nipro e da Odrin (l'antica Adrianopoli) ai monti Tatra. In campo interno, Krum iniziò a coinvolgere gli Slavi negli affari di Stato, approvando le prime leggi del paese e avviando una riforma amministrativa.

## Biografia

### Origini familiari
Si distinguono essenzialmente due relative alle origini della famiglia di Krum: secondo la prima, la sua stirpe era originaria della Pannonia, dove era stata al servizio degli Avari. Stando alla seconda ipotesi, Krum nacque invece in Macedonia. Suo padre Toktu era il membro di una nobile famiglia proto-bulgara e divenne khan della Bulgaria tra il 766 e il 767.
Probabilmente Krum apparteneva a quel ramo del clan dei Dulo che si era stabilito in Macedonia, guidato da Kuber, e che aveva fondato uno Stato bulgaro con delle influenze slave.

### Regno
Non si conosce alcun informazione relativa a Krum risalente al periodo precedente rispetto a quando assunse il trono. È certo che egli assunse il potere dopo il 796 e prima dell'803. Intorno all'805, cominciò ad approfittare della disgregazione del Khanato degli Avari causata dalle campagne di espansione di Carlo Magno, estendendo la sua autorità al di là dei Carpazi sulla Transilvania e lungo il Danubio fino alla Pannonia orientale. È noto che i suoi scontri con gli Avari si conclusero nell'807. Ciò portò i Bulgari a confinare con il regno dei Franchi, fatto che ebbe importanti ripercussioni sulla politica dei successori di Krum.

#### Guerre contro Niceforo I

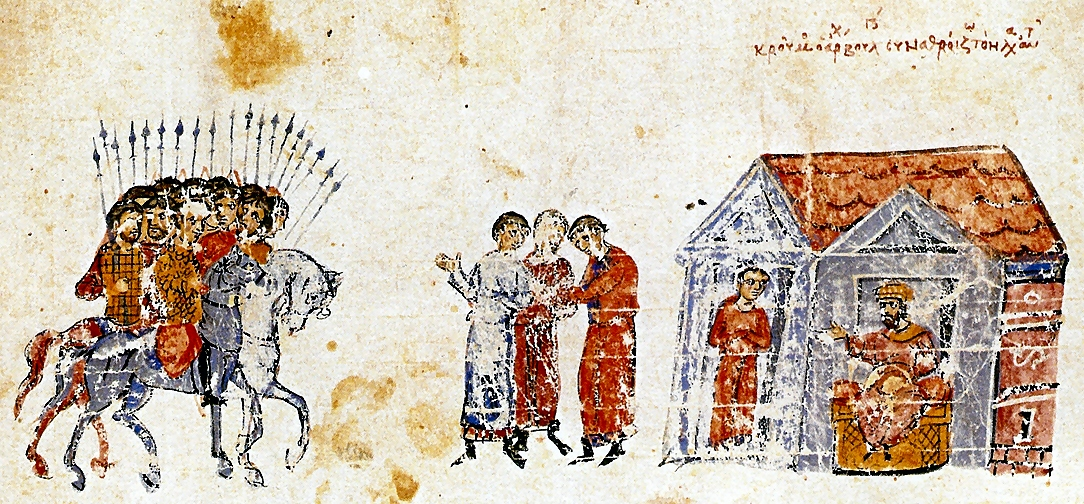
Krum raduna un esercito per sconfiggere i bizantini. Chronikon di Giovanni Scilitze

Nel giro di poco tempo, la politica espansionistica del sovrano preoccupò anche il vicino meridionale della Bulgaria, l'impero bizantino. Nell'807 le forze bulgare si scontrarono con l'esercito bizantino nella valle dello Strimone e le sconfissero. In quell'occasione Krum si impossessò di un'enorme quantità di oro, funzionale a retribuire i soldati romei. Benché Niceforo I avesse radunato un'armata per vendicare la sconfitta, egli fu costretto a ritirarsi dopo aver raggiunto Adrianopoli perché venne a sapere di una cospirazione in corso contro di lui a Costantinopoli. Per controbilanciare le manovre dell'imperatore, Krum fornì supporto ai ribelli slavi; gli abitanti della valle del fiume Strimon distrussero l'unità di supporto inviata dai bizantini e si sottomisero all'autorità di Krum.
Due anni dopo, nell'809, Krum assediò e costrinse alla resa Serdica (la moderna Sofia), superando l'ostacolo costituito dalle sue robuste mura. Il bulgaro non si fece scrupoli a uccidere i civili che si ribellarono e trucidò la guarnigione romea locale composta da 6.000 uomini, malgrado avesse promesso loro un salvacondotto. Tra i sopravvissuti vi erano però degli ingegneri, i quali furono assunti da Krum e permisero, tra le altre cose la realizzazione di macchine d'assedio. La spedizione di rappresaglia dell'imperatore Niceforo I marciò attraverso il territorio bulgaro e raggiunse Pliska, la capitale, che fu forse conquistata. Tuttavia, lo storico bizantino e testimone contemporaneo Teofane Confessore non dice nulla a proposito di un'ipotetica presa della capitale bulgara avvenuta durante la spedizione. Sulla via del ritorno, l'esercito bizantino si fermò a Serdica, dove l'imperatore ordinò ai soldati di ricostruirla. La guarnigione della fortezza venne poi trasferita e i confini vennero rinforzati facendo insediare nelle zone limitrofe popolazioni dell'Anatolia. Poco dopo la ricostruzione di Serdica, il khan riprese il controllo del territorio e ribattezzò la città "Sredets", una denominazione questa sopravvissuta fino al 1376. Il termine deriva dalla parola slava "centro" (in bulgaro "mezzo"), a dimostrazione del fatto che l'intenzione del khan era quella di unire al loro Paese le terre abitate dai loro vicini slavi meridionali, dal momento che l'annessione lasciava la città di Sredets geograficamente al centro del loro dominio.
Rendendosi conto che l'unica possibilità di fermare l'espansionismo di Krum nella regione macedone e di riconquistare il territorio sottratto allo Stato bulgaro sarebbe stata quella di distruggere il regno bulgaro o almeno di indebolirne il potere, nel maggio dell'811 l'imperatore Niceforo e suo figlio Stauracio intrapresero una nuova campagna in territorio bulgaro. L'esercito bizantino avanzò verso Marcellae (nei pressi della moderna Karnobat) e le truppe vi rimasero per non meno di quindici giorni. Krum chiese allora la pace, disposto a cedere su quasi tutto. Tuttavia, per porre fine alla minaccia bulgara in maniera definitiva, Niceforo attraversò il confine con un potente esercito e marciò contro Pliska senza tener conto dell'offerta di pace. Dopo aver evitato le imboscate bulgare tra i monti dei Balcani, i Bizantini sconfissero 12.000 Bulgari che cercavano di sbarrare loro la strada per la Mesia e raggiunsero Pliska, la capitale bulgara, che fu conquistata da Niceforo il 20 luglio, dopo aver sbaragliato altri 50.000 nemici. In quella città Niceforo, che era stato ministro delle finanze prima di diventare imperatore, si impossessò dei tesori di Krum e ordinò al suo esercito di incendiare la città e, con molta crudeltà, di massacrare la popolazione locale. Le fonti dell'epoca narrano di indicibili atrocità, benché la distruzione di alcuni edifici riferiti dagli scritti, come nel caso del palazzo reale e di altri importanti strutture, non siano avvalorate da prove archeologiche tangibili. Lo sterminio indiscriminato di donne, bambini, anziani e animali spinse Kurm ad avanzare una nuova richiesta di pace, la quale cadde però ancora una volta nel vuoto.
Desideroso di porre fine una volta per tutte al regno bulgaro, Niceforo inseguì il khan fino alle montagne, su cui Krum era fuggito assieme al suo popolo. La marcia si rivelò quindi molto lenta, ma in nessun momento fu incontrata una seria resistenza. La catena montuosa dei Balcani fu raggiunta e, senza prendere grosse precauzioni, con le truppe che entrarono in un'ampia valle attorno al tratto iniziale di uno dei corsi d'acqua che da lì partivano, forse il ruscello oggi conosciuto con il nome di "Tica". Nel frattempo, Krum aveva mobilitato gran parte dei suoi sudditi (donne incluse) e aveva iniziato a preparare trappole e imboscate lungo le gole di montagna in modo da decimare l'esercito bizantino. È probabile che osservasse i suoi nemici per mezzo di ricognitori che seguivano con precisione i movimenti delle truppe, ricevendo dunque aggiornamenti quasi in tempo reale. Grazie a oro e promesse, riuscì ad ottenere anche l'appoggio di un gran numero di mercenari avari e slavi, segno delle buone relazioni che Krum aveva intrattenuto con i suoi vicini. Le informazioni di Niceforo I e dei suoi comandanti erano invece assai frammentarie, in quanto essi erano convinti di aver annientato il grosso dell'esercito del khan e pensavano che Krum stesse fuggendo verso nord per sfuggire alla furia bizantina. Inoltre, ritenevano la popolazione bulgara fosse completamente spaventata e indifesa. Il 23 luglio, l'esercito bizantino occupò il centro del bacino del Tica e già pregustava la possibilità di saccheggiare e distruggere fattorie e villaggi dove acqua, selvaggina, pascoli e bestiame erano abbondanti in maniera molto facile. Il giorno successivo, i comandanti imperiali ricevettero la notizia che le uscite meridionali e settentrionali del territorio erano state bloccate da massicce palizzate con fossati. Le alture erano invece presidiate da guerrieri ben visibili e il cui numero sembrava aumentare di ora in ora. In preda al panico, l'imperatore dichiarò più volte ai suoi compagni: «Anche se avessimo le ali, nessuno di noi potrebbe sfuggire alla morte».

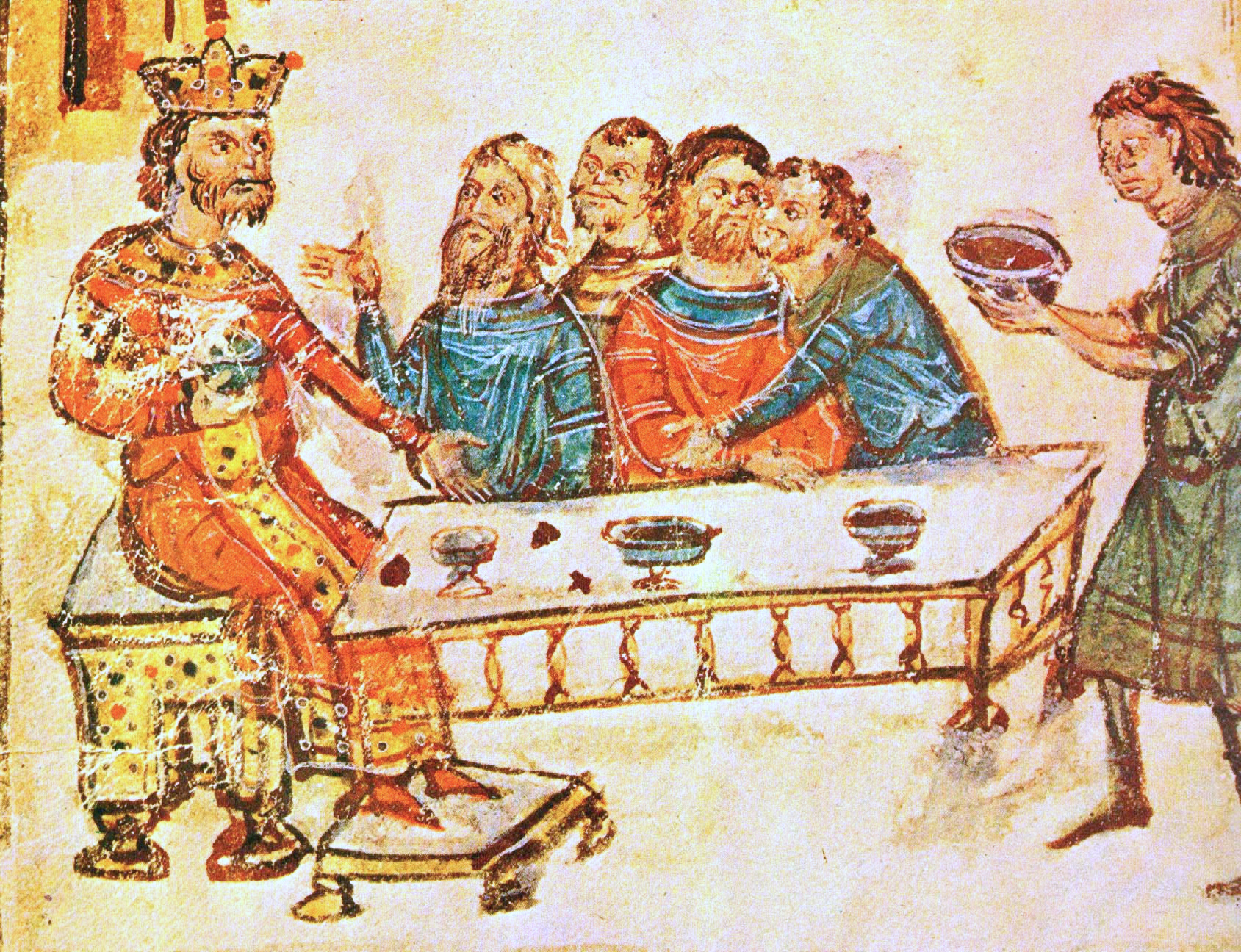
Krum a tavola con i suoi nobili, mentre un coppiere reca il cranio di Niceforo I colmo di vino

All'alba del 26 luglio i romei caddero in un'imboscata nella gola di Vărbica. Niceforo fu ucciso nel corso della battaglia insieme a molte delle sue truppe e fu il primo imperatore a morire sul campo di battaglia in oltre cinquecento anni di storia bizantina. Suo figlio Stauracio venne portato al sicuro da una guardia del corpo imperiale dopo aver ricevuto una ferita paralizzante al collo. Krum ostentò più che poté la vittoria, impalando il corpo di Niceforo e lasciandolo alla luce del sole per giorni, al cospetto di bulgari e prigionieri. Secondo la tradizione, Krum fece decorare il cranio di Niceforo in argento e lo usò come coppa per libagioni. Per la sua brutalità, Krum venne soprannominato "il nuovo Sennacherib".

#### Contro Michele I Rangabe
Stauracio, gravemente menomato a seguito delle ferite riportate nella battaglia di Pliska, abdicò in favore del cognato Michele I Rangabe, che si dimostrò un «sovrano debole». Nell'812 Krum invase la Tracia bizantina, prese Develtos e impaurì le popolazioni delle fortezze vicine facendole fuggire a Costantinopoli. Ottenuto questo vantaggio, Krum offrì di rinnovare il trattato di pace del 716, ma Michele, non volendo mostrare debolezza e influenzato da Teodoro Studita, rifiutò l'abboccamento, opponendosi alla condizione sullo scambio di disertori. Al fine di esercitare maggiori pressioni sull'imperatore, Krum assediò e conquistò Mesembria (Nesebăr) nell'autunno dell'812.

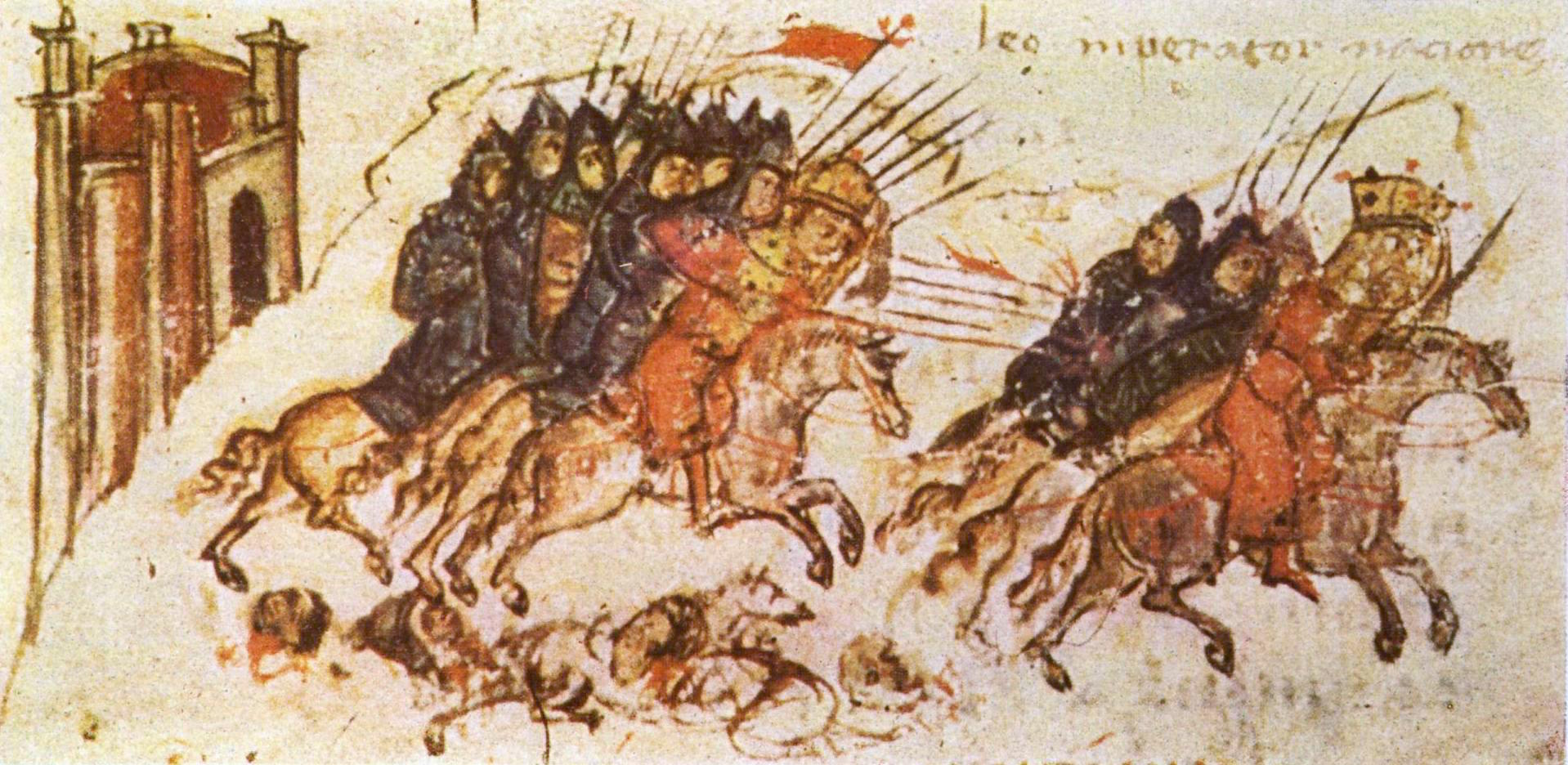
La sconfitta dell'imperatore Michele I Rangabe, nella battaglia di Versinicia nell'813. Miniatura tratta da un'edizione del XIV secolo della Cronaca di Costantino Manasse

Nel febbraio 813, i bulgari effettuarono delle incursioni in Tracia, ma vennero respinti dai bizantini. Incoraggiato da questo successo, Michele I radunò truppe da tutto l'impero e con esse si diresse a nord, sperando in una vittoria decisiva. Krum condusse il suo esercito a sud verso Adrianopoli e si accampò presso Versinikia. Michele I allineò il suo esercito per combattere i bulgari, ma nessuno dei due schieramenti colpì l'altro per due settimane. Alla fine, il 22 giugno dell'813, i bizantini sferrarono il primo attacco, ma vennero immediatamente messi in fuga dal nemico. Con la cavalleria di Krum all'inseguimento, la disfatta di Michele I era completa e Krum avanzò fino a Costantinopoli, sia pur solo a scopo intimidatorio. A causa della disfatta, Michele fu costretto a abdicare e a diventare un monaco: fu il terzo imperatore bizantino a perdere il potere o la vita a causa di Krum.

#### Contro Leone V
Il nuovo imperatore, Leone V l'Armeno, chiese la pace, e riuscì a organizzare un incontro con Krum. Quando quest'ultimo arrivò, inaspettatamente gli arcieri bizantini lo attaccarono e lo ferirono mentre il re dei bulgari fuggiva. Furioso per l'attacco a tradimento, Krum devastò i dintorni di Costantinopoli e si diresse a casa, conquistando Adrianopoli lungo la strada e deportando i suoi abitanti (inclusi i genitori del futuro imperatore Basilio I) lungo il Danubio. Nonostante l'avvicinarsi dell'inverno, Krum approfittò del buon tempo per inviare un folto esercito in Tracia, che conquistò Arkadioupolis (Lüleburgaz) e fece numerosi prigionieri. Il bottino di guerra arricchì Krum e la sua nobiltà, e includeva elementi architettonici utilizzati nella ricostruzione di Pliska, che venne ricostruita grazie al lavoro degli artigiani romei prigionieri.

### Morte e successione

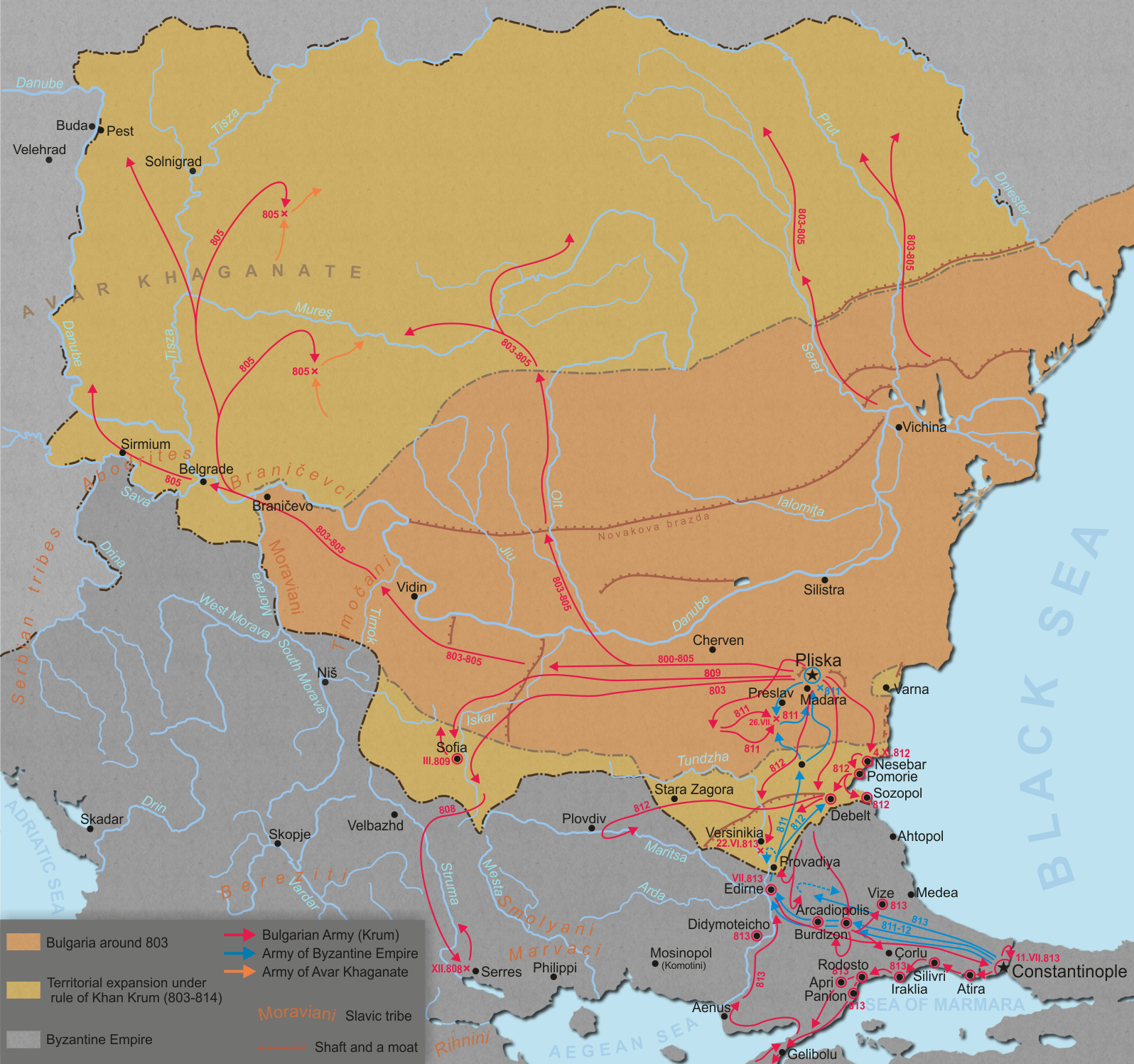
Espansione territoriale dell'impero bulgaro durante il regno di Krum (803–814)

Krum trascorse l'inverno tra l'813 e l'814 preparando una grande offensiva contro Costantinopoli. Presto si diffusero tantissime dicerie che misero in allarme la popolazione della capitale bizantina, poiché si temeva che Krum stesse preparando un grandissimo assalto. All'inizio della primavera si preparò a marciare verso sud-est, ma prima che le operazioni militari potessero avere luogo egli morì il 13 aprile 814, forse colpito da un'emorragia cerebrale come Attila. I cronisti bizantini affermano che Krum fu colpito dalla «mano di Dio per i molti peccati commessi contro i Romani». Alcuni studiosi restano incerti sulla vera causa del decesso. Tra le ipotesi possibili si ritiene che il sovrano fosse stato assassinato dagli aristocratici bulgari o che morì tra atroci sofferenze vomitando sangue.
A Krum succedette al potere il figlio Omurtag.

## Rilevanza storica

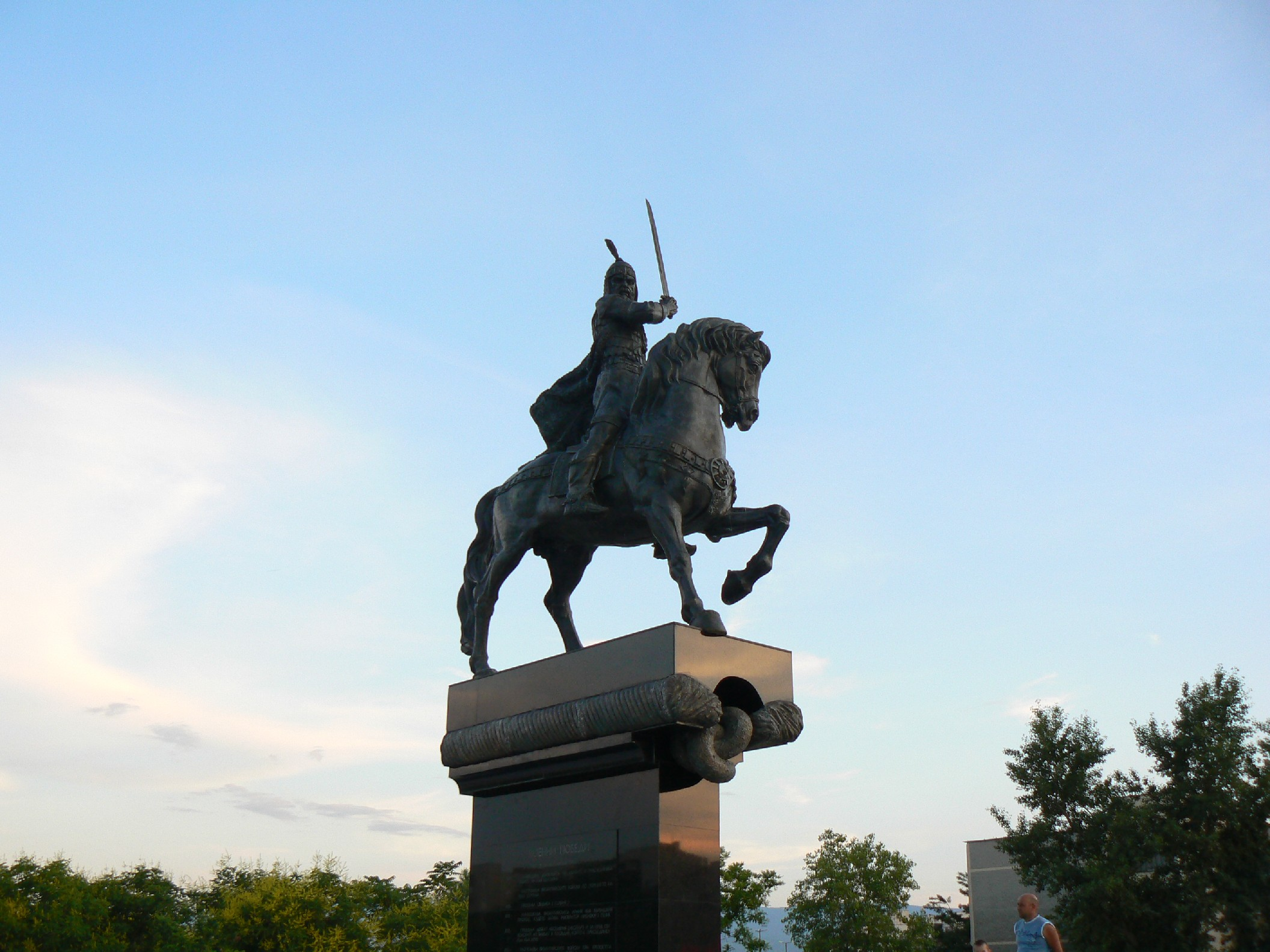
Statua di Krum a Plovdiv

Pur essendo stato il suo regno relativamente breve, Krum permise alla Bulgaria di vivere uno dei maggiori periodi di gloria della sua storia. Inoltre, divenne capostipite di una nuova dinastia. Mezzo secolo prima della sua parentesi al potere, il Paese era coinvolto in continue guerre civili e le guerre bulgaro-bizantine sembravano arridere a Costantinopoli. Queste vittorie dei romei, inevitabilmente, solevano destabilizzare la politica interna dello Stato bulgaro. Pur profilandosi all'orizzonte la prospettiva che l'impero fosse destinato all'oblio, l'efficace strategia militare di Krum consentì alla Bulgaria di riprendersi e di presentarsi, in maniera prima impronosticabile, come una temibile potenza dell'Europa sud-orientale. La dimensione del territorio bulgaro decuplicò negli ultimi anni di vita di Krum rispetto al momento del suo insediamento, mentre i bizantini vivevano una fase di grave instabilità. Al fianco dell'impero carolingio di Carlo Magno e a Costantinopoli, lo storico John Van Antwerp Fine Jr. ha sostenuto che la Bulgaria fosse a quel tempo la terza grande potenza politica e territoriale in Europa.
Krum è altresì ricordato perché iniziò a coinvolgere gli Slavi nel potere, approvando le prime leggi dello Stato bulgaro e avviando una riforma amministrativa. Tra le disposizioni legislative promulgate meritano la pena di essere citate quelle relative alla politica sociale, in quanto si assicuravano dei sussidi ai mendicanti e si forniva protezione dalla povertà a tutti i bulgari. In virtù di queste norme, Krum viene ricordato come un monarca magnanimo, capace di unire comunità slave e bulgare in uno Stato che tendeva a un processo di centralizzazione. Durante il suo regno, reati quali lo stato cronico di ubriachezza, la bestemmia e il furto furono severamente puniti. Le sue conquiste trovarono eco nella letteratura europea, sia nell'opera dei filosofi francesi François Rabelais e Michel de Montaigne, con il primo dei due che descrive lo Stato di Krum come un territorio in cui «non esistevano tradimenti, calunnie e rapine».

### Fonti primarie
- (EN) Cyril Mango e Roger Scott, The Chronicle of Theophanes Confessor. Byzantine and Near Eastern History, AD 284-813, Oxford, Oxford University Press, 1997, ISBN 0-19-822568-7.

### Fonti secondarie
- Vasil Zlatarski, Geschichte von Burgarien von der Gründung des bulgar. Reiches bis zur Türkenzeit (679-1306), Lipsia 1918.
- (EN) John Carr, Fighting Emperors of Byzantium, Pen and Sword, 2015, ISBN 978-17-83-83116-6.
- (EN) Florin Curta, Southeastern Europe in the Middle Ages, 500-1250, Cambridge, Cambridge University Press, 2006, ISBN 978-0-511-81563-8.
- (EN) John Van Antwerp Fine Jr., The Early Medieval Balkans: A Critical Survey from the Sixth to the Late Twelfth Century, Ann Arbor, University of Michigan Press, 1991, ISBN 978-0-472-08149-3.
- (EN) Dennis P. Hupchick, The Bulgarian-Byzantine Wars for Early Medieval Balkan Hegemony, Springer, 2017, ISBN 978-3-319-56206-3.
- (ES) Gelu Marín, Atlas de Europa: la Europa de las lenguas, la Europa de las naciones, AKAL, 2000, ISBN 978-84-70-90395-3.
- Georgij Ostrogorskij, Storia dell'Impero bizantino, traduzione di Piero Leone, Torino, Einaudi, 2014, ISBN 978-88-06-22416-5.
- (EN) Panos Sophoulis, Byzantium and Bulgaria, 775-831, BRILL, 2011, ISBN 978-90-04-20696-0.
- (EN) Plamen S. Tzvetkov, A History of the Balkans: A Regional Overview from a Bulgarian Perspective, vol. 1, EM Text, 1993, ISBN 978-07-73-41956-8.